# Macrotrophurus arbusticola
Macrotrophurus arbusticola är en rundmaskart. Macrotrophurus arbusticola ingår i släktet Macrotrophurus och familjen Tylenchidae. Inga underarter finns listade i Catalogue of Life.